# Histoire des Juifs de Medjybij
Medjybij (en ukrainien : Меджибіж ; en russe : Меджибож, Medjiboj ; en polonais : Międzybórz, Międzyborz ou Międzybóż ; en allemand : Medschybisch ; en yiddish : מעזשביזש, Mejbij), est une commune urbaine de l'Ukraine occidentale, située dans l'oblast de Khmelnitski. Elle est traversée par la route principale reliant Khmelnitsky à Vinnitsa. Son nom est dérivé de mejboujye qui signifie « entre la rivière Boug ».
Medjybij, qui faisait partie de la province de Podolie, est le berceau du hassidisme, mouvement piétiste juif.

## Histoire de la communauté juive

### Les débuts de la communauté juive
Medjybij a d'abord été une ville sous la souveraineté du prince de Kiev, avant de devenir lituanienne, puis dans les années 1500 être contrôlée par les nobles familles polonaises des Sieniawski et des Potocki. La ville a été attaquée de nombreuses fois par les Tatars, ce qui oblige les Polonais à la fortifier et à construire des barrages sur la rivière Boug pour créer des lacs protecteurs.
Les premières mentions de Juifs à Medjybij datent du début des années 1500. Ces documents indiquent que certains Juifs ont obtenu des privilèges spéciaux des rois polonais, et surtout mentionnent une proclamation de 1566 du roi Sigismond II Auguste que les Juifs de Medjybij sont exemptés pour toujours d'impôts. La plus ancienne sépulture dans le cimetière juif date de 1555. Le recensement effectué en 1571 enregistre la présence de 95 Russes, 35 Juifs et 30 Polonais.

### Les massacres cosaques

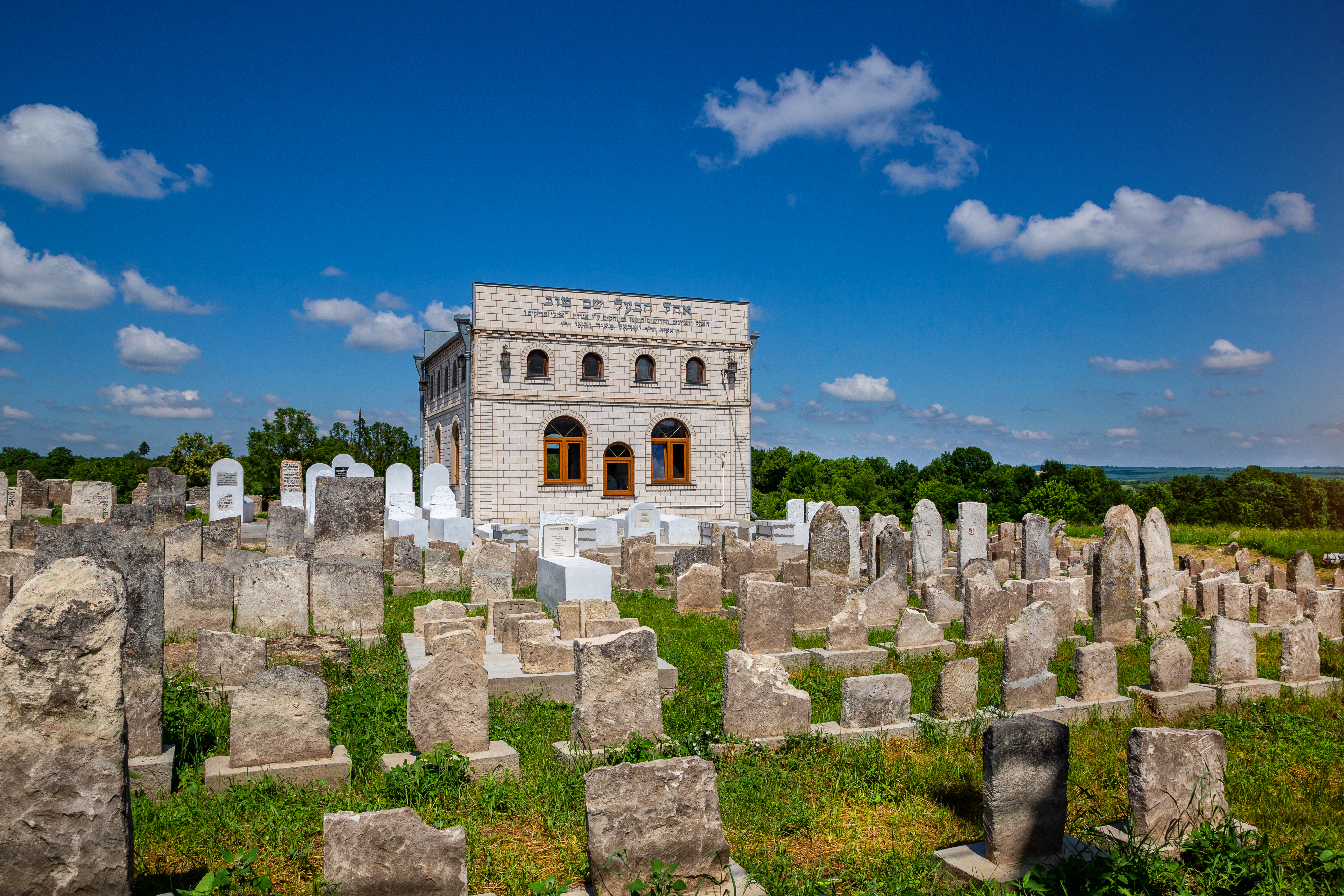
Le vieux cimetière juif à Medjybij, 2020.

Malgré la construction au milieu du XVIe siècle d'une forteresse supposée imprenable, les Cosaques de Bogdan Khmelnitski réussissent à envahir la région en 1648. À cette époque, la population totale de Medjybij est de 12 000 habitants dont plus de la moitié de Juifs. Une chanson historique juive ("historish lid") indique que 5 000 Juifs furent massacrés cette année-là par les cosaques à Medjybij.
Jean II Casimir et Khmelnitsky négocient un traité en 1649 pour mettre fin aux hostilités, mais les pogroms vont continuer en 1651 et 1653. En 1661, il ne reste plus qu'une poignée de Juifs à Medjybij. Le dernier pogrom cosaque a lieu en 1664. En 1678, le recensement ne fait état que de 275 Juifs dans la région.

### De la domination turque à l'empire soviétique
Prise par les Turcs, en 1672, Medjybij redevient polonaise en 1682 sous le règne de Jean Sobieski. Elle devient alors le centre de décision de la province de Podolie. Cette période est florissante pour tous les habitants et est considérée comme l'âge d'or de la ville. Vers 1750, la population juive de la ville est d'environ 2 500 personnes, ce qui représente plus de la moitié des habitants de la ville.
Lors de la deuxième partition de la Pologne, en 1793, la ville passe sous la domination russe et le sort des Juifs se détériore, car ils subissent toutes les contraintes imposées par le gouvernement tsariste. La situation économique de la ville se dégrade, au profit de la ville voisine de Letychiv.
Après la révolution bolchevique de 1917, le territoire est occupé d'abord par les troupes allemandes, puis par les troupes hongroises jusqu'à la fin de la Première Guerre mondiale. Durant la guerre civile ukrainienne de 1919-1922, opposant les Russes blancs, les Polonais et les nationalistes ukrainiens aux bolcheviques, la ville change souvent de main. Medjybij est alors la scène de nombreux pogroms contre la population juive, initiés par l'une ou l'autre des milices.

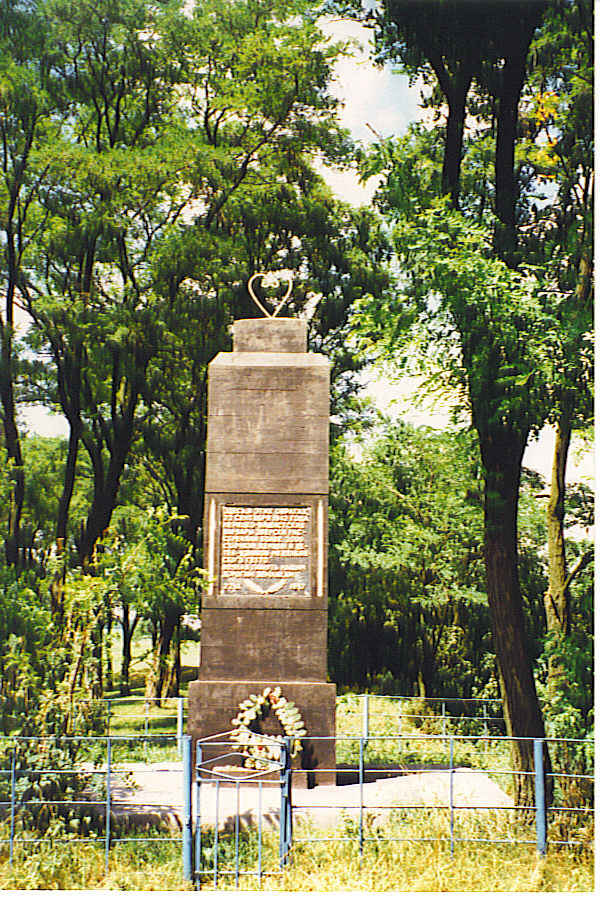
Monument aux 3000 morts juifs de Medjybij, qui furent exécutés en 1942 dans trois ravins proches

La ville, ruinée par la guerre civile, ne verra une reprise de son économie qu'avec le début du régime soviétique à partir de 1922. La révolution est tout d'abord bien accueillie par les Juifs de Medjybij qui voient en elle l'assurance de la fin des pogroms. Mais la politique antireligieuse du régime soviétique, et à partir des années 1930, la politique ouvertement antisémite de Staline, conduisent de nombreux Juifs à essayer de quitter le pays.

### Seconde Guerre mondiale
Medjybij tombe aux mains des forces allemandes lors de l'opération Barbarossa le 8 juillet 1941, après relativement peu de résistance, et restera entre les mains des troupes allemandes jusqu'à sa libération par les troupes soviétiques le 24 mars 1944.
Medjybij est considéré comme un important axe de communication entre l'Allemagne à l'Ouest et la ville de Vinnitsa et le front à l'Est. Vinnitsa devient même entre 1942 et 1943, le quartier-général d'Adolf Hitler d'où il dirige personnellement les opérations en territoire soviétique. Les Allemands décident alors de construire une voie routière à grande circulation pour le passage de leurs troupes.
Les nazis créent alors des ghettos à Medjybij et à  Letychiv pour fournir à l'Organisation Todt de la main-d'œuvre gratuite pour leur projet de construction de routes. En raison de ce projet spécial, le ghetto de Medjybij gardera ses Juifs plus longtemps que la plupart des villes environnantes, où les unités d'Einsatzgruppen exécutent la totalité de la population juive très rapidement après le début de l'occupation nazie. Les unités d'Einsatzgruppen ne seront appelées qu'après la fin des travaux à l'été 1942. L'assassinat de tous les Juifs du ghetto a alors lieu lors de trois massacres séparés entre le 21 août 1942 et le 31 octobre 1942. Les autorités soviétiques firent état de 2 558 Juifs fusillés par les Allemands dans les ravins à l'ouest de la ville.

## Le mouvement hassidique
Medjybij a été l'un des plus importants centres de culture juive dans cette partie de l'Ukraine. De nombreux rabbins influents y ont vécu du XVIIe au XXe siècle. Le premier rabbin important ayant habité à Medjybij est le rabbin Joel Sirkes (1561-1640), une figure clé du judaïsme de cette époque qui y vécut de 1604 à 1612.

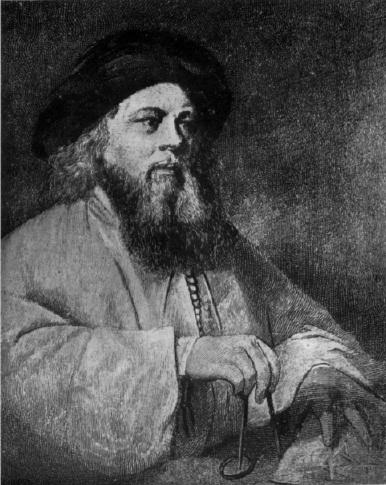
Ce portrait souvent considéré à tort comme celui du Baal Shem Tov, serait en réalité celui de Rabbi Falk, le Baal Shem de Londres.

Le rabbin le plus important de Medzyhbizh est le rabbin Israel ben Eliezer Baal Shem Tov connu sous l'acronyme du "BeShT" (1698-1760), fondateur du mouvement hassidique. Il vécut à Medjybij de 1742 jusqu'à sa mort en 1760. Sa tombe est toujours visible au vieux cimetière juif de Medjybij.
Le Baal Shem Tov est considéré comme une des personnalités juives majeures du XVIIIe siècle qui a modelé le judaïsme jusqu'à nos jours. Son œuvre a conduit à la fondation par ses disciples du mouvement hassidique. Certains de ceux-ci vécurent aussi à Medjybij, mais la plupart voyageaient de toute l'Europe de l'Est, quelquefois de distances très lointaines, pour lui rendre visite et s'instruire de ses paroles. À Medjybij, le Baal Shem Tov est aussi connu comme « doktor » et guérisseur, aussi bien pour les Juifs que pour les non-Juifs. Il a reçu de ce fait des seigneurs Czartoryski une dispense spéciale d'impôts.
Dans la ville cohabitent deux institutions rabbiniques fondamentalement différentes. D'un côté, celle du mouvement hassidique et de l'autre celle qui ne l'est pas. En général les deux formations ont tendance à s'ignorer. Les rabbins hassidiques pensent avoir une relation spéciale avec Dieu et leurs disciples ont une dévotion aveugle en leur « rebbe ». Les responsables non hassidiques ont une approche plus modérée et sont plus responsables des institutions juives, telle que l'observation de la cacheroute, les structures sociales de la ville, les relations avec les autorités et le contrôle du tribunal religieux.
Parmi les maîtres hassidiques, le rabbin Borukh de Medjybij (1757-1811), petit-fils du Baal Shem Tov, est connu pour son principe du malkhus ("royauté") qu'il applique à la cour de ses disciples. Il est aussi connu pour sa mélancolie et son fier tempérament. De nombreux disciples de son grand-père, ainsi que les grands rabbins hassidiques de cette époque, visitent régulièrement le rabbin Boruch. Parmi eux, se trouvent le Maggid de Tchernobyl, le Maggid de Mezeritch, le rabbin Shneur Zalman de Liadi (fondateur du mouvement hassidique Loubavitch) et bien d'autres.
Afin d'essayer de guérir la mélancolie du rabbin Boruch, ses disciples font appel à Hershel d'Ostropol comme bouffon. Hershel est un des premiers comédiens juifs connus et ses exploits sont légendaires aussi bien parmi les Juifs que parmi les non-Juifs. Hershel est aussi enterré dans le vieux cimetière juif de Medjybij, bien que sa tombe ne soit pas mentionnée. Selon une légende, le rabbin Boruch lui-même dans un accès de rage, serait responsable de la mort d'Hershel,.
Le rabbin Nahman de Bratslav (1772-1810), l'arrière-petit-fils du Baal Shem Tov est né à Medjybij mais quitte la ville en bas âge. Il devint le fondateur de la dynastie hassidique de Bratslav.
Un autre rabbin hassidique important, le rabbin Abraham Joshua Heschel d'Apt (1748-1825) dénommé le Apter Rov, s'installe à Medjybij de 1813 et y demeure jusqu'à sa mort en 1825. Le Apter Rov est aussi enterré dans le vieux cimetière juif de Medjybij, très proche de la tombe du Baal Shem Tov. La dynastie de la famille Heshel, les Hassidim d'Apt, devint une des plus importantes dynasties rabbiniques hassidiques et plusieurs de ses descendants restèrent à Medjybij jusqu'au XXe siècle. Plusieurs membres de cette famille se marièrent avec des femmes de la famille rabbinique Friedman de la dynastie de Sadgora. Le rabbin américain Abraham Joshua Heschel (1907-1972), militant des droits civiques est un des descendants de cette famille.
La communauté non hassidique de Medjybij, est contrôlée par les rabbins de la dynastie Rapoport-Bick, la plus importante de toutes les dynasties rabbiniques non hassidiques de Medjybij. Le rabbin Dov Berish Rapoport (décédé en 1823) est le premier à s'établir à Medjybij. Il est le petit-fils du rabbin Chaim haCohen Rapoport de Lvov (décédé en 1771), un sage reconnu du XVIIIe siècle. La tombe de Dov Berish Rapoport peut toujours être vue dans le vieux cimetière juif de Medjybij. Parmi les autres rabbins de cette dynastie, le rabbin Isaac Bick (1864-1934) qui émigra aux États-Unis en 1925 et fonda une communauté à Rhode Island. Le rabbin Chaim Yekhiel Mikhel Bick (1887-1964) est le dernier rabbin connu à avoir résidé à Medjybij. Il quitte la ville en 1925 pour New York. On ignore si Medjybij a eu un autre rabbin pendant la Seconde Guerre mondiale quand tous les Juifs étaient parqués dans le ghetto.
Les origines de la dynastie Rapoport-Bick remontent au rabbin Jacob Emden (1697-1776) qui fut impliqué dans la controverse frankiste et à son père le rabbin Tsvi Hirsh Ashkenazi, connu comme le Chacham Tsvi (1660-1718). Les Rapoport eux-mêmes trouvent leurs origines en Europe centrale et dans le nord de l'Italie.
Le rabbin Dov Berish devint le responsable du tribunal juif (Av Beth Din) et dans un premier temps, le chef de l'ensemble de la communauté juive de Medjybij. Mais à la suite d'une dispute avec le rabbin Rabbi Moshe Chaim Ephraim, le petit-fils du Baal Shem Tov, vers 1800, les communautés hassidiques et non hassidiques se séparèrent en deux groupes. La famille Rapoport-Bick continua à contrôler le tribunal religieux juif de la ville. À cette époque, la communauté hassidique choisit le rabbin Issachar Dov-Ber Landa pour la représenter dans les affaires officielles. Curieusement, les rabbins Rapoport et Landa sont enterrés dans des tombes voisines dans le vieux cimetière, pas très loin de la tombe du Baal Shem Tov.

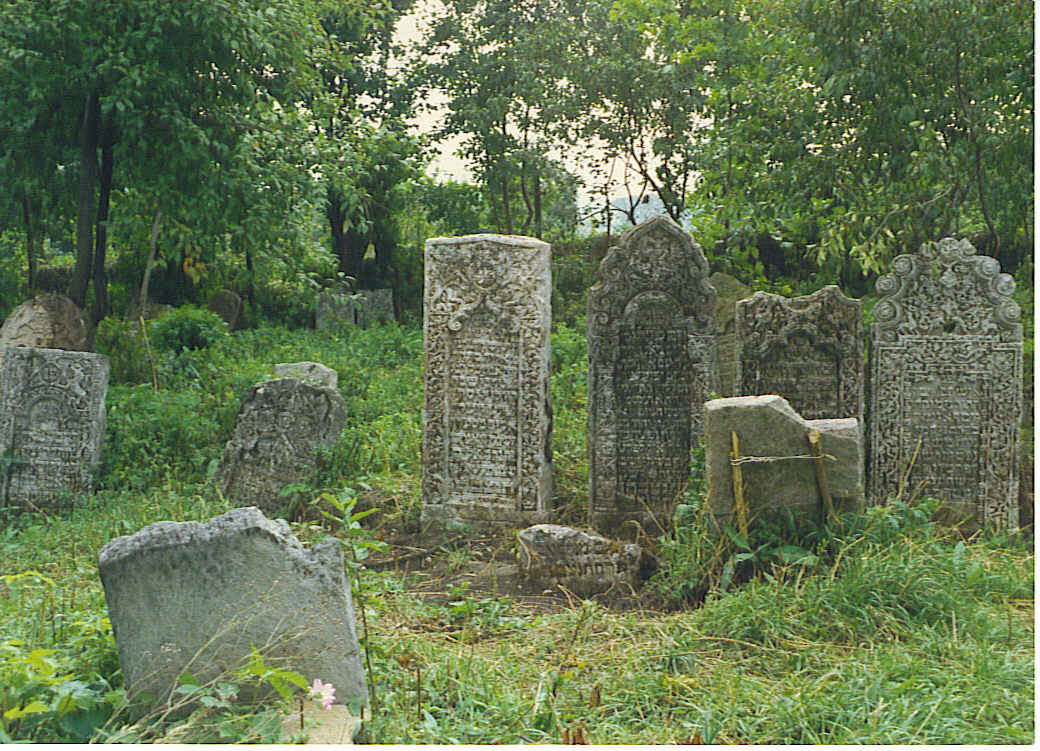
Pierres tombales du XVIIIe siècle dans le vieux cimetière juif de Medjybij

## Sites juifs et mémorial
À Medjybij, se trouvaient au moins deux synagogues (en yiddish : Shoul) et de nombreux petits oratoires. Une des synagogues, la synagogue de R. Sirkes est toujours debout, mais n'est plus un lieu de prières. L'autre synagogue, la vieille synagogue en bois du Baal Shem Tov a été pillée et incendiée durant la Seconde Guerre mondiale.
Au nord de la ville, se trouve le vieux cimetière juif, qui est devenu un lieu touristique et de recueillement principalement pour les Juifs hassidiques qui effectuent un pèlerinage sur la tombe du Baal Shem Tov. Selon la légende, ce cimetière a été protégé et bien entretenu pendant la Seconde Guerre mondiale, car la population ukrainienne se souvenait des pouvoirs de guérison du Baal Shem Tov quand il était vivant, et était effrayée par ses pouvoirs magiques, même une fois décédé. Un bâtiment moderne a été construit au-dessus des tombes des dignitaires juifs afin de les protéger et pour accueillir les fidèles. Beaucoup de pierres tombales peuvent être considérés comme des œuvres d'art et montrent le niveau d'accomplissement culturel de la communauté. La plus ancienne tombe date de 1555.
Le nouveau cimetière juif se situe au centre-ouest de la ville. C'est dans ce nouveau cimetière que sont enterrés les Juifs à partir du milieu du XIXe siècle jusqu'aux années 1980. Ce cimetière est en assez mauvaise condition.
Hors de la ville, à l'Ouest, près de la rivière Yuzhny Boug, là où les nazis tuèrent approximativement 3 000 Juifs, se trouve un monument commémoratif. Les trois tranchées où furent enterrées les victimes sont maintenant recouvertes d'une dalle bétonnée.

## Personnalités célèbres au sein de la communauté juive de Medjybij
- Joël Sirkes (1561-1640), le Bayit Hadash
- Israel ben Eliezar Baal Shem Tov (1698-1760), fondateur du hassidisme
- Borukh de Medjybij (1757-1811), rabbin, fils de Udl, la fille du Baal Shem Tov
- Nahman de Bratslav (1772-1810), arrière-petit-fils du Baal Shem Tov et fondateur de la dynastie hassidique de Bratslav.
- Hershel d'Ostropol (début XIXe siècle), premier comédien juif connu
- Abraham Joshua Heschel d'Apt (1748-1825), le "Apter Rov", fondateur de la dynastie hassidique d'Apt.
- Micha Josef Berdyczewski (Micha Bin Goryon) (1865–1921), écrivain en langue hébraïque et yiddish.
- Joseph Barondess (1867-1928), quitte Medjybij en 1888 et immigre aux États-Unis où il devient un syndicaliste et politicien célèbre parmi la communauté juive new-yorkaise.
- Leonid Afanasyevich Berdichevski (1908-1944), fils de Micha Josef Berdyczewski, lieutenant-colonel dans l'Armée rouge pendant la Seconde Guerre mondiale, héros de l'Union soviétique. Mortellement blessé dans un combat de chars près de Yelgava.

## Galerie

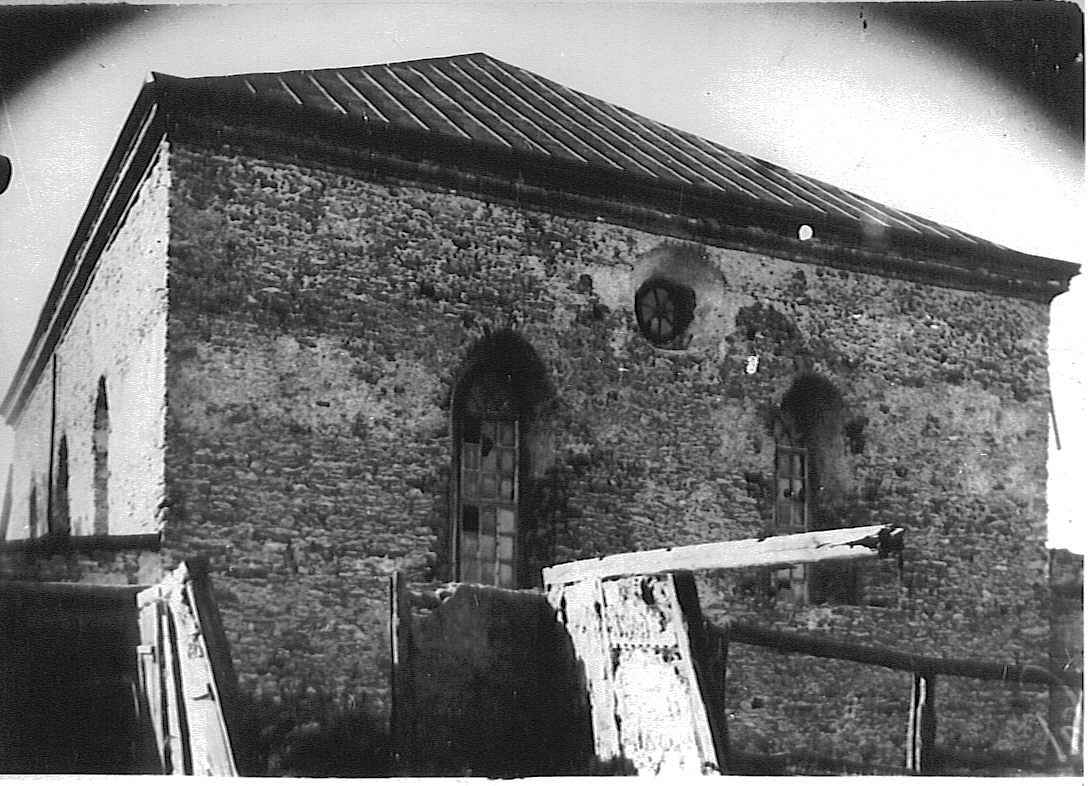
La Shoul de Sirkes, en forme de forteresse, construite au XVIIe siècle (photo de 1935)
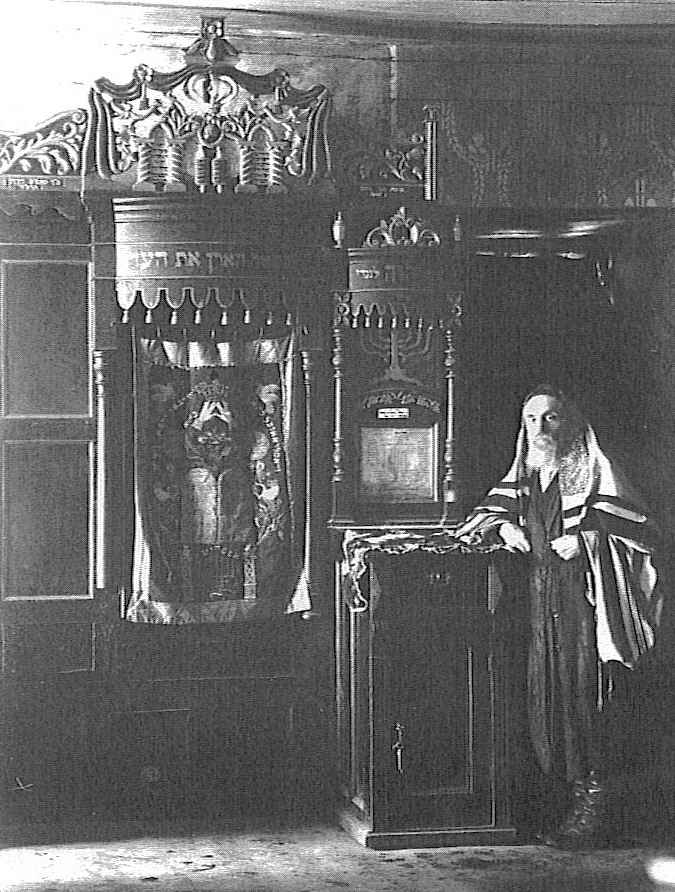
L'intérieur de la Shoul de Sirkes à Medjybij en 1930
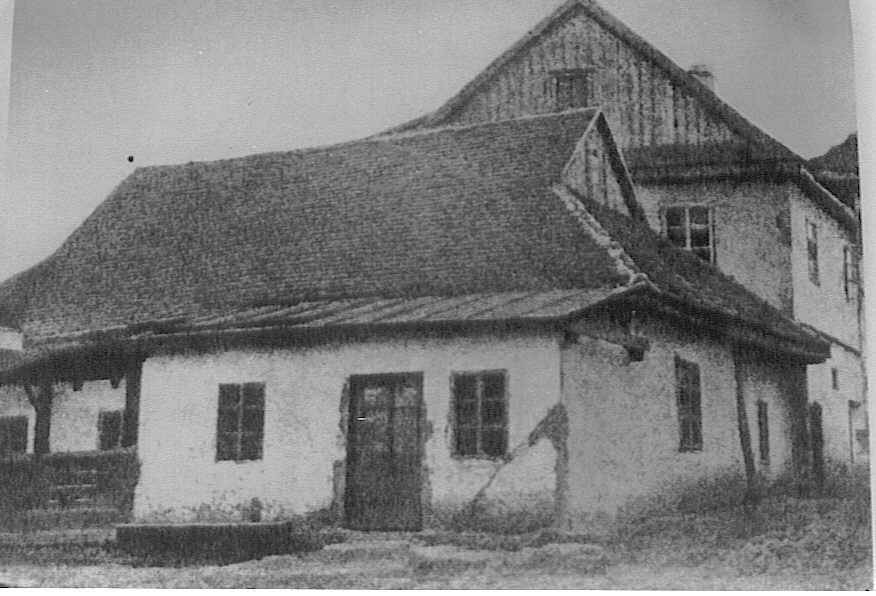
Extérieur de la Shoul du Baal Shem Tov à Medjybij, vers 1915. Cette synagogue n'existe plus.
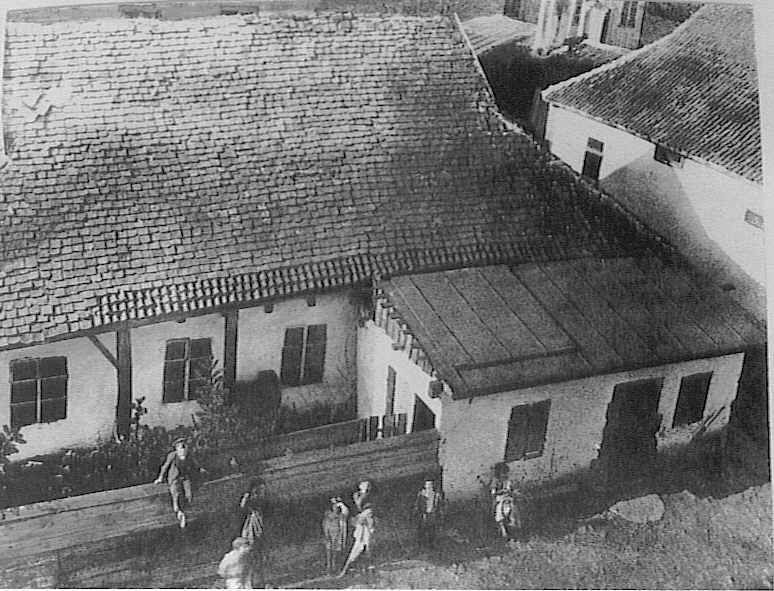
Autre vue de la Shoul du Baal Shem Tov vers 1915
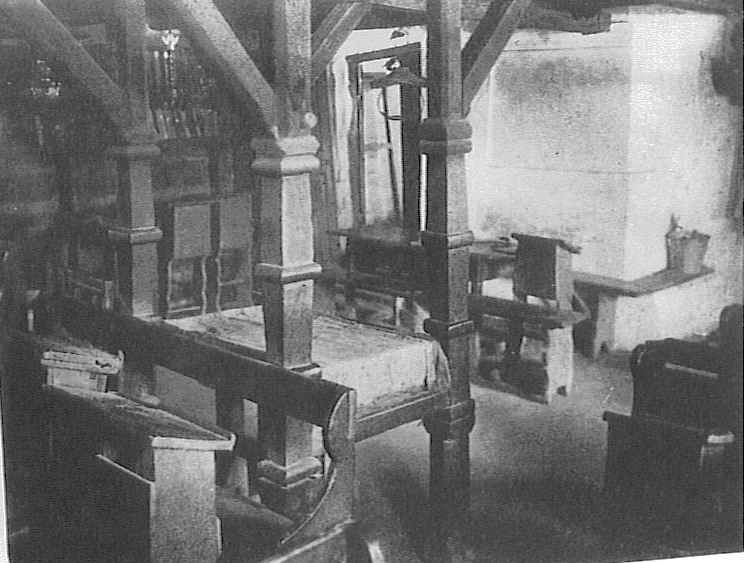
Intérieur de la Shoul du Baal Shem Tov, vers 1915